# Do Říma s láskou
Do Říma s láskou (anglicky To Rome with Love) je romantická filmová komedie s prvky magického realismu z roku 2012, napsaná a režírovaná Woodym Allenem, který si také zahrál jednu z rolí.
Děj snímku natočeného v americko-italsko-španělské koprodukci vypráví čtyři nesouvisející příběhy, které se odehrávají na pozadí Říma. Každý z nich odráží jeden z klasických žánrů – komedii mravů o lákadlu nevěry novomanželského páru, burlesku o zvláštní pěvecké dispozici provozovatele pohřební služby, romanci o návratu architekta a jeho střetnutí s mladým studentem, a konečně grotesku o nabytí a pozbytí slávy řadového úředníka. Antoniův příběh je upraveným návratem k Felliniho komediálnímu snímku Bílý šejk (1952).
Vyjma Woodyho Allena se k hlavním protagonistům příběhů řadili Alec Baldwin, Roberto Benigni, Penélope Cruzová, Judy Davisová, Antonio Albanese, Jesse Eisenberg, Greta Gerwigová, Alessandra Mastronardiová či Ellen Page.

## Děj

### Burleska: Haylinin příběh
Americká turistka Hayley (Alison Pillová) se během letního poznávání Věčného města zamiluje do mladého právníka Michelangela (Flavio Parenti), poskytujícího služby pro bono, s nímž se následně zasnoubí. Její rodiče Jerry (Woody Allen) a Phyllis (Judy Davisová) přilétají do Itálie za dcerou, aby poznali rodinu nastávajícího. Během prvního společného setkání Jerry odhalí mimořádný pěvecký talent Giancarla (Fabio Armiliato), právníkova otce, který si prozpěvuje árie ve sprše. Jerry je kritikou zneuznaný operní režisér v důchodu. Na Itala, provozujícího pohřební službu, naléhá, aby svůj talent nenechával dále dřímat. Přes prvotní odmítavou reakci se Giancarlo uvolí ke zkoušce před operními odborníky. Jeho výkon v Pucciniho árii „Nessun dorma“ je však velkým zklamáním. Michelangelo následně vyčítá Jerrymu, že otce trápí a obviňuje ho ze snahy oživit vlastní nepovedenou uměleckou dráhu. Američanova dcera však svého otce hájí. Mezi snoubence je zaseto semeno sváru.

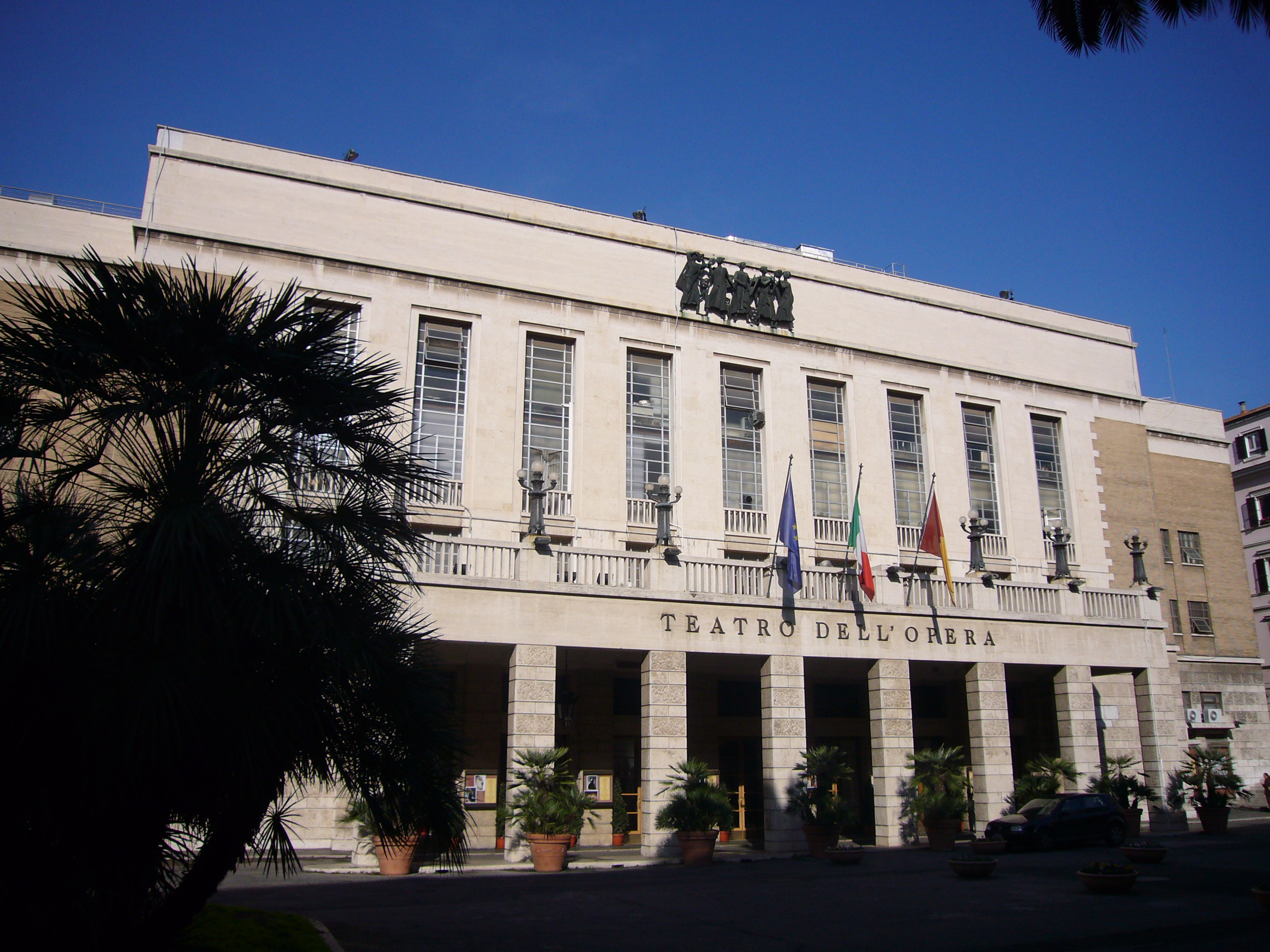
Operní dům Teatro dell'Opera, v němž Giancarlo odzpíval vysněný part Cania v Komediantech

Jerry si všímá, že Giancarlův skvostný tenorový projev je spojen s pocitem uvolnění, který se dostavuje výhradně při sprchování. Dostává tak nevšední nápad, navodit stejnou atmosféru i na jevišti. Myšlenku se mu daří prosadit a Ital koncertuje na prknech operního domu Teatro dell'Opera ve sprchovém koutu. Dostává se mu nadšeného ohlasu publika. Jerry zrealizuje nastudování Leoncavallovy opery Komedianti. Scény jednotlivých dějství obsahují sprchový kout zasazený do kulis, v nichž Giancarlo pěvecky exceluje. Diváci jej odměňují bouřlivými ovacemi, zatímco Jerry netuší, že tisk odsoudil jeho špatnou režii, když nesprávně pochopí recenze psané v italštině. Sen o zářivé umělecké kariéře však Ital opouští. Upřednostňuje práci pohřebáka a „teplo rodinného krbu“. Přesto ocenil možnost prožít sen, který představovalo ztvárnění role Cania v Komediantech. Mračna na nebi mladého páru s tím také odplula.

### Komedie mravů: Antoniův příběh
Novomanželé Antonio (Alessandro Tiberi) a Milly (Alessandra Mastronardiová) se plánují přestěhovat z venkova do metropole na Tibeře. Důvodem je nabídka práce pro Antonia v rodinném podniku ze strany bohatého strýce. Pár se ubytovává v jednom z římských hotelů. Milly se před schůzkou vydává upravit účes do kadeřnického salonu. Na cestě však zabloudí a mobilní telefon jí padá do kanálu. Z bezradnosti je vytržena až místními filmaři, když se ocitá na místě natáčení. Střetává se tak s oblíbenou herečkou Piu Fusariovou (Ornella Muti) a Lucou Saltem (Antonio Albanese), který je pro ni ztělesněním idolu. Přijímá od něj pozvání na oběd. Antonio si mezitím dělá o manželku starost, kde se před plánovaným důležitým obědem se snobskými příbuznými zdržela. Na dveře pokoje mu navíc nečekaně klepe luxusní prostitutka Anna (Penélope Cruzová), která si nevědomky spletla hotelový pokoj. Tvrdí, že zaplaceno již dostala a proto dárek – obšťastnit mladého muže, vyplní.

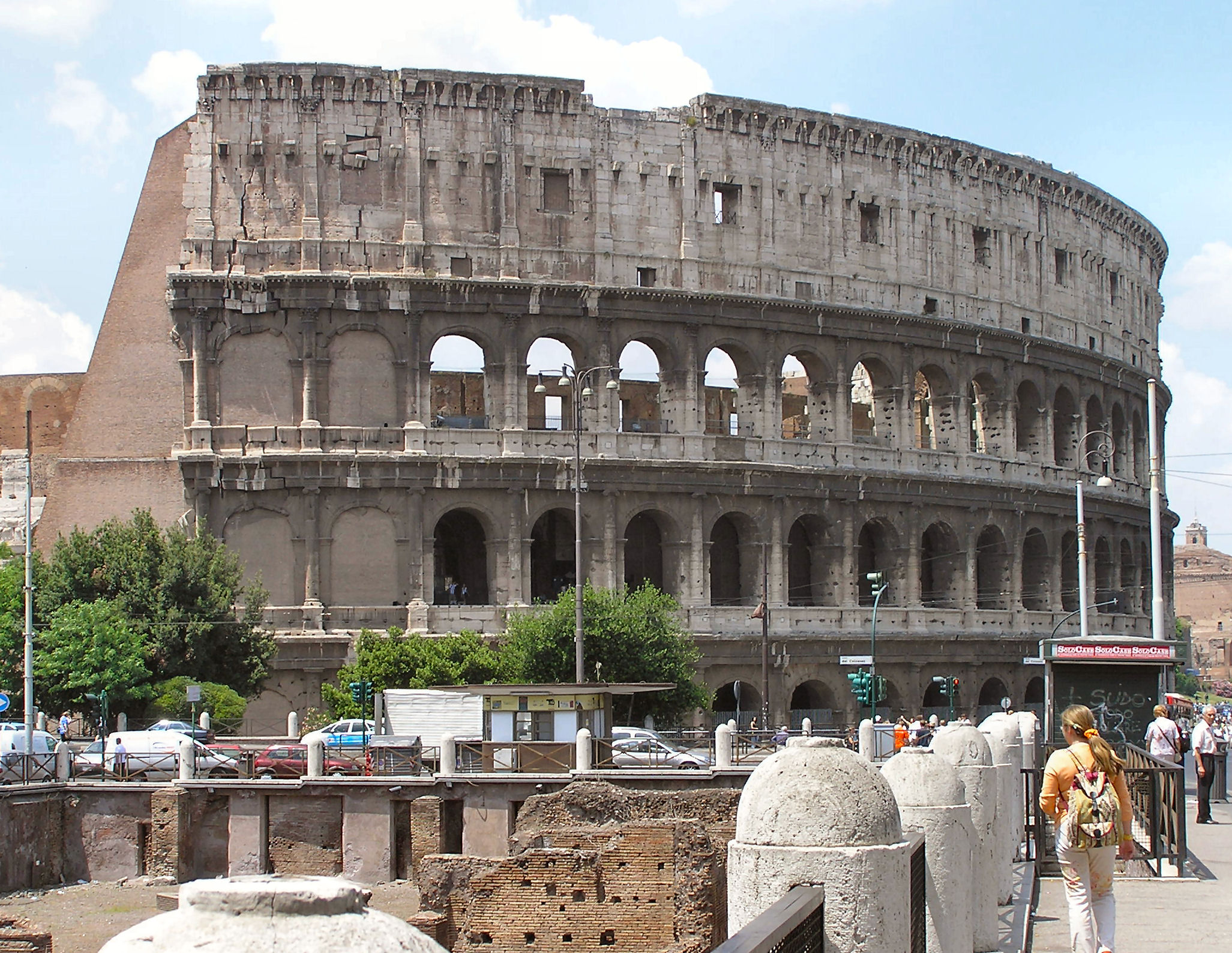
Koloseum se objevilo v Johnově příběhu

Navzdory protestům Antonia se oba po potyčce ocitají v choulostivé pozici na posteli, právě když do nastevřených dveří vstupují příbuzní. Antonio improvizuje. Přichází s nápaditou smyšlenkou, když lehkou děvu představuje jako manželku. Anna situaci alespoň prozatím zachraňuje a na tuto hru přistupuje. Naneštěstí se následný oběd odehrává v restauraci, kam si Luca přivádí skutečnou manželku mladého muže. Milly však nezaregistruje manželovu přítomnost a náramně se s hercem baví, což nic netušící příbuzní pobaveně komentují, coby milé flirtování. Žárlícího Antonia to však vyvádí z míry. Po obědě se s příbuznými vydává na honosnou party, kde zjišťuje, že ho s přítomným osazenstvem nespojují žádné zájmy. Naopak Anna zde potkává řadu mužů, kteří tvoří její klientelu. S novomanželem zachází na odlehlé místo zahrady, kde se jí Antonio podvoluje.
V té době se Milly nalézá v hercově hotelovém pokoji. Během přemítání, zdali má manžela podvést či nikoli, ji v koupelně přepadá hotelový lupič (Riccardo Scamarcio) s revolverem. Ve chvíli, kdy mu Salta ochotně vydává cennosti, se do pokoje snaží dobýt personál s hercovou manželkou a fotografem v zádech. Saltova žena dostala echo na manželův zálet a hodlá jej přistihnout in flagranti. Lupič však narychlo souhlasí s rolí milence dívky, s níž uléhá pod jednu peřinu. Luca zatím mizí v koupelně. Personál nalézá jen dva neznámé hosty a v přesvědčeni o planém poplachu opouští s omluvou pokoj. Dvojice, kterou náhoda svedla do jednoho římského lože, se rozhoduje milostnou příležitost využít.
Poté, co se Milly vrátí zpět k manželovi do hotelu, mají již oba v plánu návrat na venkov, ale ještě předtím se hodlají pomilovat.

### Groteska: Leopoldův příběh
Leopoldo (Roberto Benigni) žije se ženou (Monica Nappo) a dvěma dětmi obyčejný život římského úředníčka. Nejvzrušenější momenty dne prožívá při pohledu na šéfovu sekretářku Serafinu (Cecilia Capriottiová), když korzuje kanceláří.

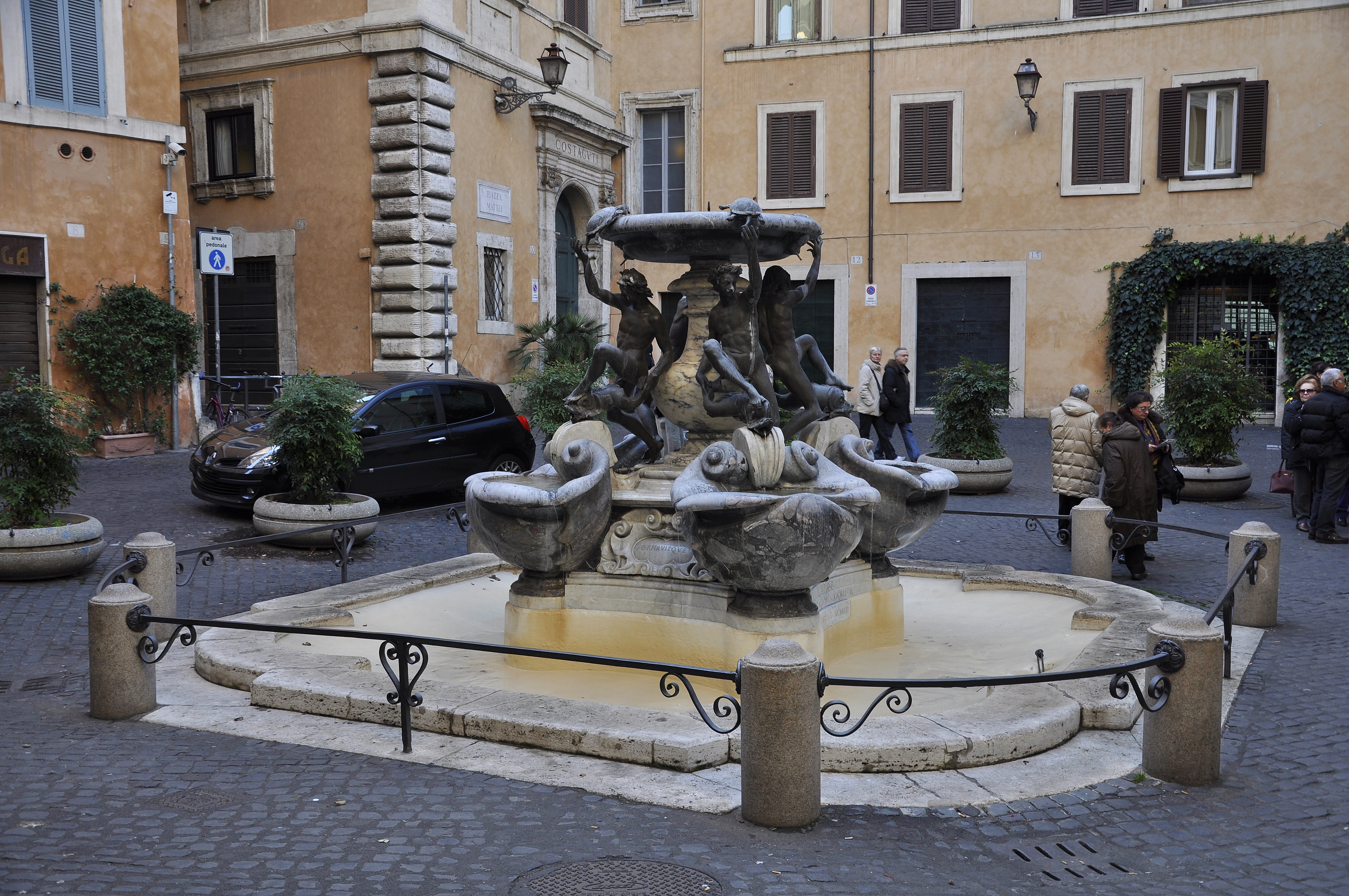
Milly narazila na filmaře a své herecké idoly, když seděla u Fontana delle Tartarughe (Želví fontány) na Piazza Mattei

Jednoho rána zjišťuje, že se znenadání stal celonárodní celebritou. Neumí si vysvětlit proč a jak k tomu došlo, ale jeho pronásledování paparazzii na každém kroku, tento fakt potvrzuje. Dostává se do centra mediálního zájmu, je zván do televizí, na premiéry filmů a módní přehlídky. Novináři od něj požadují vyslovení se ke každé „významné záležitosti“, od složení snídaně, přes oblékání, zdali preferuje boxerky či slipy, až po odhad počasí.
Zvýšenou sexuální přitažlivostí pro ženy je dokladem skutečnosti, že být známý, je nejlepším afrodisiakem. V zaměstnání povyšuje na manažerskou pozici s vlastní kanceláří. Za osobní sekretářku je mu přidělena Serafina, která patří mezi zástup žen, s nimiž podvádí manželku.
Znenadání však celebritou přestává být. Během dalšího z pouličních rozhovorů si jeden z paparazzi všimne kolemjdoucího muže, který vypadá zajímavěji než Leopoldo. Smečka novinářů jej v mžiku opouští a zaměří se na novou vycházející „superstar“.
Nejdříve je úředník šťastný ze znovunabytého soukromí. Tento stav však rychle vyprchá – přece jen, být středem zájmu je droga. Na ulici se marně snaží upoutat pozornost lidí proudících kolem něho. Nikdo už nestojí o jeho názory a rady. Zjišťuje, že mnohem lepší je být zazobanou celebritou než chudým a obyčejným člověkem.

### Romance: Johnův příběh
Proslulý architekt John (Alec Baldwin) přijíždí do letního Říma se ženou a přáteli. Zhruba třicet let nazpět v něm žil a rád by oprášil vzpomínky na ztracené časy mládí, právě třeba nalezením tehdejšího příbytku. Během pátrání ve starobylých uličkách jej oslovuje student architektury Jack (Jesse Eisenberg), který v něm poznává slavného muže. K překvapení obou, mladík bydlí v hledaném domě. Rozhoduje se architekta pozvat nahoru a představit mu přítelkyni Sally (Greta Gerwigová). (V dalším vyprávění příběhu již John vstupuje do děje neočekávaně a nevysvětlitelně, promlouvá k Jackovi pravdivým zhodnocením nastalé situace; kritici vyvozovali závěr, že si buď Jack ve svých představách dovozuje, co by mu starší a zkušenější John sdělil, nebo se jednalo o znovuprožívání starých událostí v Johnově mysli.) Sally oznamuje příteli, že za nimi přijede kamarádka Monica (Ellen Page), profesí herečka, která se musí sebrat z frustrujícího rozchodu.

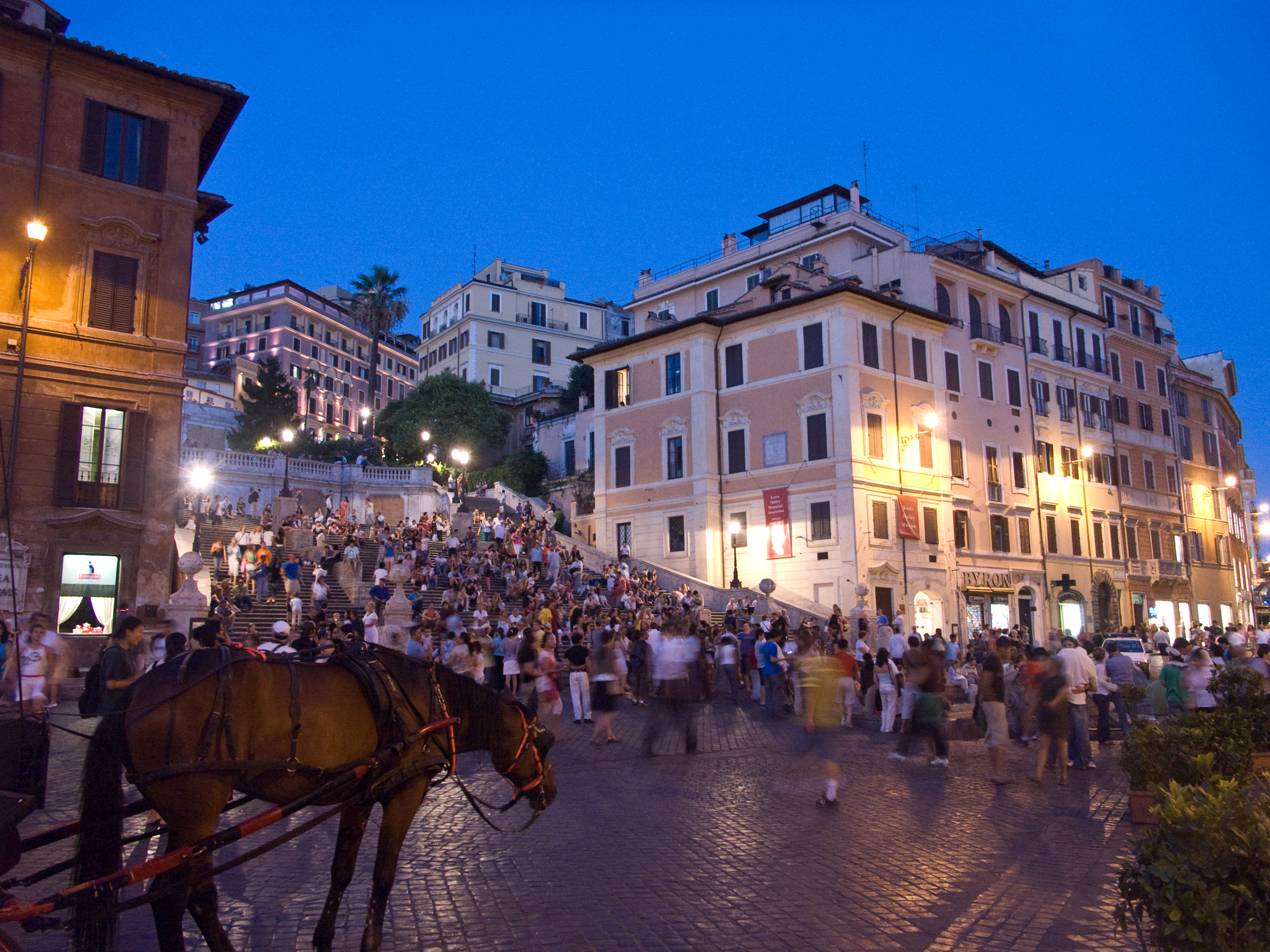
Večerní Španělské schody se staly součástí závěrečné sekvence filmu

Podle Sally vyzařuje Monica sexuální vibrace, které účinně lámou mužská srdce. V souvislosti s návštěvou herečky předvídá John problémy, ale Jack nechápe, proč by se měl zaplétat s nejlepší přítelkyní jeho dívky. Po příletu se první rozhovor Moniky a budoucího architekta zužuje na popis hereččiných sexuálních zkušenosti s modelkou spodního prádla. Protože je Sally zaneprázdněná školou, bezostyšně Jacka žádá, aby nově příchozí ukázal krásy velkoměsta. Monica udělá na Jacka dojem znalostmi v literatuře a umění. John přitom mladíka varuje, že se právě řítí do potíží, stejně tak kritizuje její chatrnou pseudointelektuální fasádu. Přes opakovaná varování, začíná Jack podléhat dívčinu kouzlu. Sally má v plánu opuštěnou herečku spárovat s kamarádem Leonardem (Lino Guanciale). Student však k tomuto kroku pociťuje žárlivost. Jednoho večera, když doma s Monikou osiří, rozhoduje se herečka uvařit večeři, než dorazí Sally s Leonardem. Vzájemné flirtování končí polibkem na pohovce a sexem v autě.
Svedený Jack je nyní rozhodnut opustit přítelkyni a odjet s Monicou. Nepříjemnou novinu však hodlá Sally sdělit až po jejím zkouškovém období, aby mohla v klidu dostát studijním povinnostem. Po jejich absolvování si trojice vychází na oběd. Monice naznačuje, že se o rozchodu zmíní večer. Nový milenecký pár má v plánu procestovat Řecko a podívat se na Sicílii. Herečka však u oběda přijímá hovor zpoza oceánu. Právě jí byla nabídnuta role v hollywoodském trháku. Natáčení jí zabere pět měsíců v Los Angeles a Tokiu. Bez rozpaků mění plány, odkládá plánovanou cestu, a chce se plně soustředit na vysněnou příležitost. Až nyní padají studentovi klapky z očí, když uzří její povrchnost. John s ním opět kráčí k rohu uličky, kde na sebe poprvé narazili. Jejich cesty již odtud povedou jinými směry.

## Obsazení

### Haylinin příběh
| Alison Pillová  | Hayley, Michelangeloova snoubenka |
| Flavio Parenti  | Michelangelo, Haylinin snoubenec  |
| Woody Allen     | Jerry, Haylinin otec              |
| Judy Davisová   | Phyllis, Haylinina matka          |
| Fabio Armiliato | Giancarlo, Michelangelův otec     |

### Antoniův příběh
| Lino Guanciale            | Leonardo                |
| Alessandro Tiberi         | Antonio, manžel Milly   |
| Alessandra Mastronardiová | Milly, manželka Antonia |
| Penélope Cruzová          | Anna, prostitutka       |
| Simona Caparriniová       | Joan, Antoniúv strýc    |
| Ornella Muti              | Pia Fusari, herečka     |
| Antonio Albanese          | Luca                    |
| Riccardo Scamarcio        | hotelový lupič          |

### Leopoldův příběh
| Roberto Benigni      | Leopoldo, úředník, dočasná celebrita |
| Monica Nappo         | Sofia, Leopoldova manželka           |
| Cecilia Capriottiová | Serafina, sekretářka                 |
| Marta Zoffoliová     | Marisa Raguso, zpovídající novinářka |

### Johnův příběh
| Alec Baldwin    | John, známý architekt, vypravěč                     |
| Jesse Eisenberg | Jack, přítel Sally                                  |
| Greta Gerwigová | Sally, přítelkyně Jacka a nejlepší kamarádka Moniky |
| Ellen Page      | Monica, nejlepší kamarádka Sally                    |

### Neherecké role
| Pierluigi Marchionne | dopravní policista na křižovatce v úvodní sekvenci; představuje skutečného římského policistu, kterého Woody Allen uviděl na křižovatce při průjezdu benátským náměstím (Piazza Venezia), a na tento popud zinscenoval úvodní scénu. |

## Produkce
Impuls k natočení snímku Do Říma s láskou vzešel od římských distributorů, kteří Allenovi nabídli finanční záštitu během realizace projektu. Autor nabídku opětoval, když přivítal možnost natáčet v jím oblíbeném Věčném městě, stejně jako „možnost rychlého zafinancování z jediného zdroje“. Kontury čtyř příběhů v podobě poznámek měl již Allen v zásuvce, když je nastínil v průběhu předchozích let. Jednotlivé filmové postavy se potýkají s tématem „slávy a úspěchu“, ačkoli režisér prohlásil, že pro ně nezamýšlel konkrétní tematické propojení.
Allen film původně pojmenoval jako Bop Decameron, s odkazem na věhlasnou knihu ze 14. století od Itala Giovanniho Boccaccia. Nicméně někteří odkazu na toto umělecké dílo nerozuměli a proto mu dal nový název Nero Fiddles. I druhé jméno však vyvolávalo zmatení, což vedlo k třetí finální podobě To Rome with Love, a to i přes Allenovo vyjádření, že tento název nenávidí.

## Tržby
Romantická komedie zaznamenala z hlediska Allenovy tvorby finanční úspěch, když do poloviny listopadu 2012 ve Spojených státech vydělala 16 685 867 dolarů.
K 27. listopadu 2012 dosáhly celosvětové tržby výše 73 039 208 dolarů, což představovalo čtvrtý nejvýdělečnější film Woodyho Allena.

## Recenze
Kritik A. O. Scott v deníku The New York Times shledal některé scény „uspěchané a nahodile uspořádané“, část dialogů označil za „překombinované a nedokonale nazkoušené“, přesto film doporučil ke zhlédnutí, když napsal: „Jednou z nejrozkošnějších věcí na filmu 'Do Říma s láskou' je skutečnost, jak náhodně se v něm mísí věrohodnost se surreálností, a jak nestydatě se to předvádí v čiré pošetilosti.“
Naproti tomu David Denby v periodiku The New Yorker, do kterého řadu let přispíval i Allen, označil film za „lehký a rychlý, obsahující některé nejříznější dialogy a herectví, které se mu po dlouhé době podařilo převést na plátno.“
Jiří Peňás v deníku Lidové noviny uvedl, že Allen nepřišel s ničím novým. Přes ohranost a předvídatelnost smíchu, se přesto tvůrci podařilo vytvořit dosti gagů na to, aby se divák zasmál, jak je u Allena zvyklý a dodal: „Ve filmu Do Říma s láskou jede Allen opravdu po známé trase: v lahodných kulisách města, v tomto případě tedy „věčného“, se odehrává několik „věčných příběhů“, jež jsou ponořeny do sladké šťávy genia loci.“
Kritička Mirka Spáčilová dala filmu na stránkách MF DNES 55% hodnocení. Kritice podrobila režisérovu neúspěšnou snahu o satiru, bezcílnost bloumání městem a dodala: „Plnokrevnou šťavnatou výbušnost, chuť, vůně a barvy Itálie však Allen nepodchytil. Tvoří jen samovolnou příjemnou kulisu, do níž autor zasadil v podstatě nanicovaté leporelo několika vztahů s banálním vypravěčským rámcem … Ovšem kaleidoskop postav s více méně rovnocenným prostorem způsobí, že se divák k žádné z nich blíže nepřimkne, ačkoli zběžně komentované příhody několika párů mají pevné zázemí v herecké sestavě snů.“ Přesto ocenila některé bonmoty a herecký výkon Cameron Diazové, které přisoudila označení „Pretty Woman z Vatikánu“.